# Coppa del Brasile di rugby a 15 2012
La Coppa del Brasile di rugby 2012 è iniziata l'14 luglio e si è conclusa il 22 settembre con la vittoria dei Tornados della città di Indaiatuba.
Da quest'anno la CBRu ha deciso di modificare la formula del torneo che vede la partecipazione di otto squadre distribuite regionalmente e qualificate tramite i tornei statali e regionali.

## Squadre partecipanti
| Regione           | Squadra     | Città              | Criterio Ammissione                            |
| ----------------- | ----------- | ------------------ | ---------------------------------------------- |
| Norte             | G.R.U.A     | Manaus             | Vincitore della Copa Norte                     |
| Nordeste          | Alecrim     | Natal              | Vincitore della Liga Nordeste                  |
| Centro Oeste      | Goiânia     | Goiás              | Vincitore della Copa Brasil Central            |
| Sudeste           | Guanabara   | Rio de Janeiro     | Vincitore del torneo preliminare del Sudeste   |
| São Paulo         | Tornados    | Indaiatuba         | Vincitore del Campeonato Paulista di Série B.  |
| Paraná            | Pé Vermelho | Londrina           | Secondo classificato del Campeonato Paranaense |
| Santa Catarina    | BC Rugby    | Balneário Camboriú | Vincitore della Copa Norte Catarinense         |
| Rio Grande do Sul | Charrua     | Porto Alegre       | Vincitore del torneo preliminare Gaúcho        |

## Incontri
|  | Quarti di finale | Quarti di finale | Quarti di finale |          |         | Semifinali | Semifinali | Semifinali |  |  | Finale | Finale | Finale |  |
|  |                  |                  |                  |          |         |            |            |            |  |  |        |        |        |  |
|  | Alecrim          | Alecrim          | 18               |          |         |            |            |            |  |  |        |        |        |  |
|  | Alecrim          | Alecrim          | 18               |          |         |            |            |            |  |  |        |        |        |  |
|  | Guanabara        | Guanabara        | 0                |          |         |            |            |            |  |  |        |        |        |  |
|  | Guanabara        | Guanabara        | 0                |          | Alecrim | Alecrim    | 12         |            |  |  |        |        |        |  |
|  |                  |                  |                  |          | Alecrim | Alecrim    | 12         |            |  |  |        |        |        |  |
|  |                  |                  | Goiânia          | Goiânia  | 5       |            |            |            |  |  |        |        |        |  |
|  | Goiânia          | Goiânia          | Goiânia          | Goiânia  | 5       | 31         |            |            |  |  |        |        |        |  |
|  | Goiânia          | Goiânia          |                  |          |         |            |            |            |  |  |        |        |        |  |
|  | G.R.U.A          | G.R.U.A          | 10               |          |         |            |            |            |  |  |        |        |        |  |
|  | G.R.U.A          | G.R.U.A          | 10               |          | Alecrim | Alecrim    | 6          |            |  |  |        |        |        |  |
|  |                  |                  |                  |          |         |            |            |            |  |  |        |        |        |  |
|  |                  |                  | Tornados         | Tornados | 12      |            |            |            |  |  |        |        |        |  |
|  | Charrua          | Charrua          | Tornados         | Tornados | 12      | 59         |            |            |  |  |        |        |        |  |
|  | Charrua          | Charrua          |                  |          |         |            |            |            |  |  |        |        |        |  |
|  | BC Rugby         | BC Rugby         | 0                |          |         |            |            |            |  |  |        |        |        |  |
|  | BC Rugby         | BC Rugby         | 0                |          | Charrua | Charrua    | 13         |            |  |  |        |        |        |  |
|  |                  |                  |                  |          | Charrua | Charrua    | 13         |            |  |  |        |        |        |  |
|  |                  |                  | Tornados         | Tornados | 18      |            |            |            |  |  |        |        |        |  |
|  | Pé Vermelho      | Pé Vermelho      | Tornados         | Tornados | 18      | 15         |            |            |  |  |        |        |        |  |
|  | Pé Vermelho      | Pé Vermelho      |                  |          |         |            |            |            |  |  |        |        |        |  |
|  | Tornados         | Tornados         | 33               |          |         |            |            |            |  |  |        |        |        |  |

### Quarti di finale
| Goiânia 14 luglio 2012 | Goiânia | 31 – 10 | G.R.U.A |  |

| Porto Alegre 14 luglio 2012 | Charrua | 59 – 0 | BC Rugby |  |

| Londrina 14 luglio 2012 | Londrina | 15 – 33 | Tornados |  |

| [[Natal]] 4 agosto 2012 | Alecrim | 18 – 0 | Guanabara |  |

### Semifinali
| São Leopoldo 18 agosto 2012 | Charrua | 13 – 18 (d.t.s.) | Tornados |  |

| [[Natal]] 25 agosto 2012 | Alecrim | 12 – 5 | Goiânia |  |

### Finale
| Embu das Artes 22 settembre 2012 | Alecrim | 6 – 12 | Tornados | Estádio Municipal Hermínio Espósito |

## Spareggio per l'ammissione al campionato 2013
Spareggio tra la vincitrice e l'ultima classificata del Brasileirão per determinare la squadra che parteciperà al campionato del 2013.
| Nova Lima 6 ottobre 2012 | BH Rugby | 19 – 13 | Tornados | Estádio Mario Lima |